# Gymnastikos Syllogos Lamia 2014-2015
Questa voce raccoglie le informazioni riguardanti il Gymnastikos Syllogos Lamia nella stagione 2014-2015.

## Organigramma societario
Area direttiva
- Presidente: Chrīstos Karvounīs

Area tecnica
- Primo allenatore: Thanasīs Katsigiannīs

## Rosa
| N° | Nome                  | Ruolo | Data di nascita   | Nazionalità sportiva |
| -- | --------------------- | ----- | ----------------- | -------------------- |
| 1  | Kōstas Karvounīs      | S     | 1º marzo 1986     | Grecia               |
| 2  | Kōstas Karagatsos     | C     | 18 aprile 1972    | Grecia               |
| 3  | Kōstas Gkirtzikīs     | C     | 24 gennaio 1975   | Grecia               |
| 4  | Hugo da Silva         | S     | 4 luglio 1990     | Brasile              |
| 5  | Giannīs Madouras      | C     | 12 settembre 1993 | Grecia               |
| 7  | Maddison McKibbin     | O     | 16 novembre 1990  | Stati Uniti          |
| 7  | Frederico Teixeira    | S     | 30 novembre 1981  | Brasile              |
| 9  | Alexandros Chīras     | C     | 28 maggio 1988    | Grecia               |
| 10 | Riley McKibbin        | P     | 9 settembre 1988  | Stati Uniti          |
| 10 | Fabiano Geronymo      | P     | 11 giugno 1986    | Brasile              |
| 11 | Kōstas Vlachopoulos   | P     | 3 luglio 1989     | Grecia               |
| 12 | Giannīs Alexiou       | S     | 19 giugno 1987    | Grecia               |
| 13 | Matthew Cheape        | L     | 15 aprile 1990    | Stati Uniti          |
| 14 | Tomo Micić            | O     | 12 maggio 1990    | Serbia               |
| 15 | Thanasīs Koukoulīs    | L     | 5 giugno 1997     | Grecia               |
| 16 | Giōryos Koutsonikas   | S     | 31 maggio 1992    | Grecia               |
| 17 | Alexandros Panourgias | C     | 20 settembre 1973 | Grecia               |
| 18 | Stratos Kavvadas      | S     | 1º marzo 1986     | Grecia               |
| 20 | Theodōros Tsadīmas    | L     | 14 novembre 1995  | Grecia               |